# Smetana (lácteo)

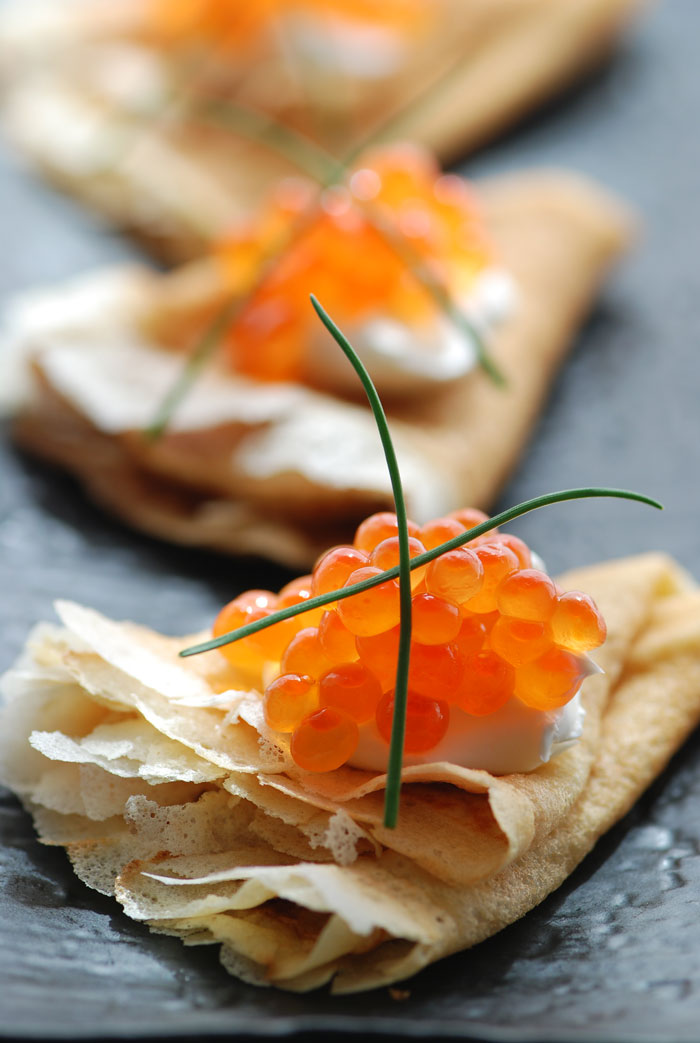
Blinís con smetana y caviar rojo (huevas de salmónidos).

Smеtana es un producto lácteo muy típico en las cocinas de Europa Central y Oriental.
Es una variedad de crema agria muy similar a la crème fraîche que se distingue por la textura y el sabor. Este alimento recibe nombres similares en varios idiomas eslavos como el búlgaro, el ruso y el ucraniano сметана; el bielorruso смятана, el polaco śmietana, el checo (za)kysaná smetana (smetana es en checo más bien crema de leche, también llamada sladká smetana (dulce), o eslovaco smotana. Por cercanía geográfica también existe un término muy parecido, "smântână", en el idioma rumano, así como en el idioma yidis סמעטענע /ˈsmɛtənə/. En húngaro se le llama tejfel o tejföl (literalmente: ’superficie de la leche’).

## Características
Se obtiene mediante fermentación bacteriana y se caracteriza por su bajo grado de conservación. Cuando se comparan diferentes marcas de elaboradores de smetana, se puede ver que contienen una gran variedad de contenido graso que suele estar entre el 10% (ligero) hasta el 70% (gordo), los más comunes que se pueden encontrar en los supermercados rusos son 20%, 30% y 42%. Se suele encontrar la adición de espesantes (por ejemplo gelatina) en la composición de la smetana.

## Usos
Es muy frecuente en las cocinas de Europa Oriental y se emplea frecuentemente en el aliño de algunos alimentos, uno de los más famosos es la sopa borsch que suele servirse con un pequeño ‘montículo’ de smetana en el plato. Se emplea como relleno, como por ejemplo en los blinís. Uno de los empleos como aliño se puede comprobar en la ensalada Ovoschnoy que se elabora con tomates, cebollas y pepinos con smetana.
Se suele confundir generalmente con la salsa que lleva su nombre: ‘salsa smetana’ que se suele emplear como un sucedáneo y que se elabora con yogur (o nata), y limón para simular la acidez.